# Автомагістраль А105 (Франція)
Автомагістраль А105 — це автомагістраль, що з’єднує N104 на північ від Мелена, закінчується національною дорогою N105. Її довжина становить близько 12,500 км.